# Hanna Klein (Leichtathletin)
Hanna Elisabeth Klein (* 6. April 1993 in Landau in der Pfalz, Rheinland-Pfalz) ist eine deutsche Leichtathletin, die sich auf den Mittel- und Langstreckenlauf spezialisiert hat. Ihre bisher größten sportlichen Erfolge sind 2017 das Erreichen des Finales über 1500 Meter bei den Weltmeisterschaften in London als erste Deutsche seit 26 Jahren, den Gewinn der Goldmedaille bei der Sommer-Universiade in Taipeh über 5000 Meter sowie sechs Jahre später bzw. 37 Jahre nach Ines Bibernell den Halleneuropameisterschaftstitel in Istanbul über 3000 Meter.

## Berufsweg
Klein machte 2012 Abitur am Gymnasium in Edenkoben. An der Fernuniversität Hagen erreichte sie den Bachelorabschluss in Psychologie und begann im Herbst 2017 ein Masterstudium in Köln.

## Sportliche Karriere

### 2005–2022
Hanna Klein trainierte beim Leichtathletik-Verein LCO Edenkoben, seit sie acht Jahre alt war. 2005 stellte sie ihr Talent für den 800-Meter-Lauf unter Beweis, als sie bei den Pfalz-Hallenmeisterschaften über diese Distanz siegte, bei den Rheinland-Pfalz Meisterschaften Pfalzrekord lief sowie mit einer B-Schüler-Staffel über 3-mal 800 Meter ebenfalls einen neuen Pfalzrekord aufstellte.
2007 nahm Klein erstmals an einem nationalen Wettkampf teil und belegte bei den Deutschen Schüler-Mehrkampfmeisterschaften in Lage den sechsten Rang im 100-Meter-Sprint.
2008 wurde Klein über 800 Meter Rheinland-Pfalz-Meisterin als auch Meisterin bei den Deutschen Schüler-Mehrkampfmeisterschaften in Rhede beim Blockwettkampf-Lauf der Schülerinnen W15.
Kleins Saisonhöhepunkt 2009 war bei den Deutschen Jugendmeisterschaften mit neuerlichem Pfalzrekord die Vizemeisterschaft auf den 800 Metern, worauf sie der DLV in den C-Kader aufnahm.
2010 siegte Klein bei den Deutschen U20-Hallenmeisterschaften mit neuer persönlicher Bestzeit im 800-Meter-Lauf, in welchem sie sechs Monate später auch Deutsche U18-Meisterin wurde. Bei ihrem internationalen Wettkampfdebüt qualifizierte sie sich mit einem fünften Platz im 1000-Meter-Lauf in Moskau bei den European Youth Olympic Trials. Diese waren der europäische Ausscheidungswettbewerb für die erstmals 2010 stattfindenden Olympischen Jugendspiele in Singapur, bei denen sie anschließend auf der 1000-Meter-Strecke den siebten Platz belegte.
2011 wurde Klein über 800 Meter Deutsche Vizehallenmeisterin in der Seniorenklasse und Deutsche U18-Vizemeisterin. International kam sie bei den U20-Europameisterschaften in Tallinn über diese Distanz auf den achten Platz.
Kleins größter Erfolg im Jahr 2012 war die Deutsche U20-Meisterschaft mit dem Sieg im 800-Meter-Lauf; die Distanz über 400 Meter hielt für sie Platz fünf bereit. Bis zum Ende ihrer U20-Zeit hatte sie mehrmals Pfalzrekorde über 400 und 800 Meter sowie beim Staffellauf aufgestellt und war wiederholt Pfalzmeisterin geworden.
Klein gehörte ab 2013 dem B-Kader des Deutschen Leichtathletik-Verbandes (DLV) an. Nach der Leistungssportreform wurde sie seit der Saison 2017/2018 in den Perspektivkader (PK) aufgenommen. Bei den Deutschen U23-Meisterschaften belegte sie beim 800-Meter-Lauf den dritten, und bei den Deutschen Meisterschaften den vierten Platz. Seit 2013 bestreitet sie auch regelmäßig 10-km-Straßenläufe.
Ab der Saison 2014 wechselte Klein bevorzugt auf die größere 1500-Meter-Distanz. Hier belegte sie bei den Deutschen Hallenmeisterschaften den vierten Platz, wurde Deutsche U23-Meisterin, und erzielte bei den Deutschen Meisterschaften den fünften Platz.
2015 kam Klein bei den Deutschen Meisterschaften über 1500 Meter auf den dritten Platz und erreichte auf der gleichen Distanz bei den U23-Europameisterschaften in Tallin die achte Position.
2016 belegte Klein im 1500-Meter-Lauf wieder vordere Ränge, bei den Deutschen Hallenmeisterschaften mit einem vierten und den Deutschen Meisterschaften 2016 mit einem siebten Platz.
2017 war Klein auch auf den Langstrecken erfolgreich. Bei den Deutschen Hallenmeisterschaften kam sie mit persönlicher Bestleistung beim 3000-Meter-Lauf auf den dritten Platz. Zunächst steigerte sie am 19. Mai in Karlsruhe bei der 2. Langen Laufnacht – Runners Track Night ihre Bestzeit um 10 Sekunden auf 15:17,14 Minuten über 5000 Meter, acht Tage später siegte sie beim IFAM in Oordegem (Belgien) mit Meetingrekord von 4:06,91 Minuten über 1500 Meter. Im nordfranzösischen Lille wurde sie Team-Europameisterin, wozu sie durch einen zweiten Platz beim 3000-Meter-Lauf beitrug. In Erfurt wurde sie anschließend Deutsche Vizemeisterin im 5000-Meter-Lauf. Der elfte Platz im Finale über 1500 Meter bei den Weltmeisterschaften in London war gleichbedeutend mit dem Durchbruch in die internationale Spitze als erste deutsche Läuferin seit 26 Jahren über diese Distanz. Sie wurde vom Allgemeinen Deutschen Hochschulsportverband für die Sommer-Universiade in Taipeh nominiert, bei der sie die Goldmedaille im 5000-Meter-Lauf gewann.

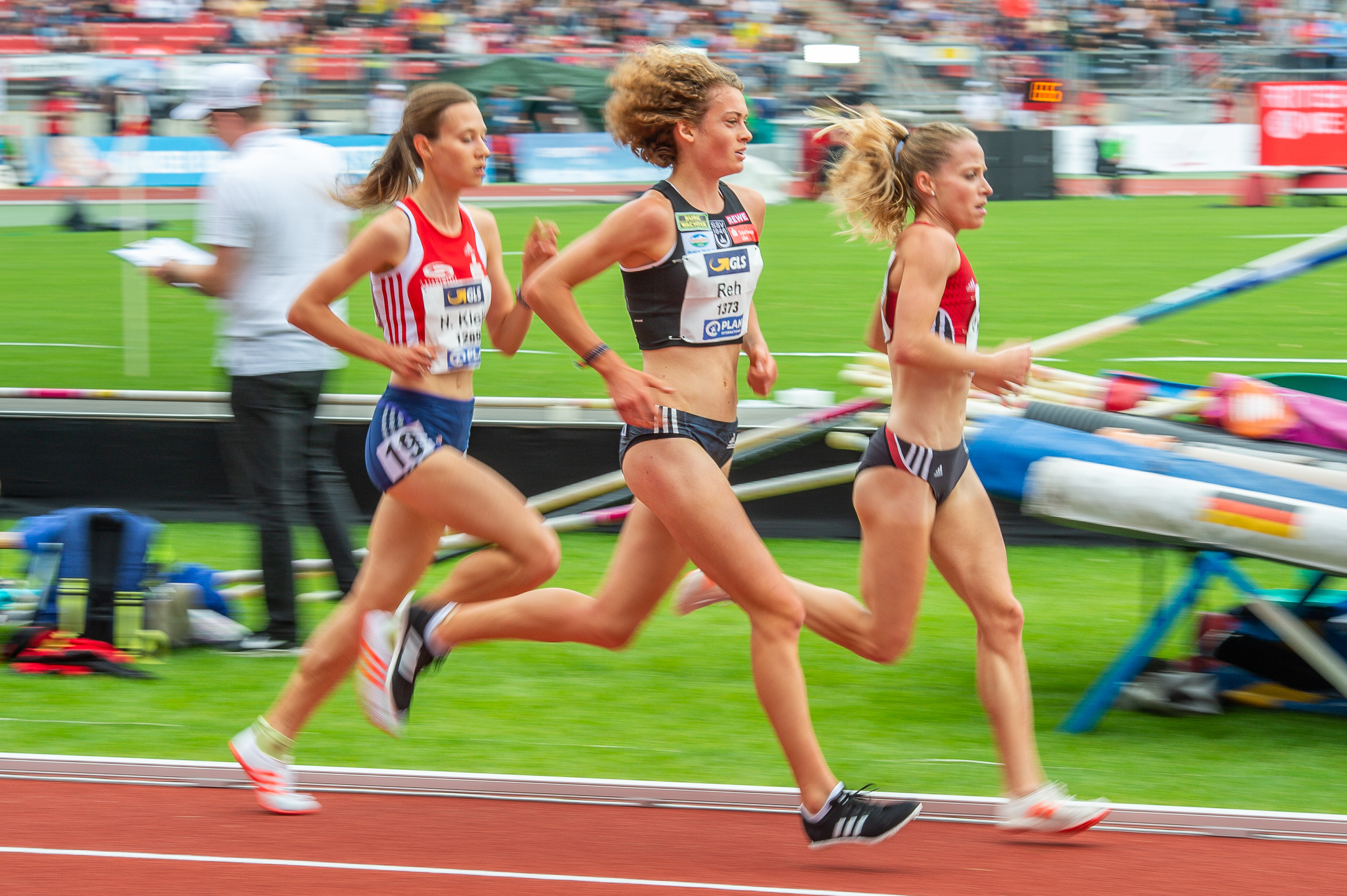
Deutsche Meisterschaften 2018 – Hanna Klein läuft zu Gold über 5000 Meter

2018 holte Klein in der Hallensaison Silber, sowohl über 1500 Meter als auch mit der 3-mal-800-Meter-Staffel. Bei den Hallenweltmeisterschaften in Birmingham schied sie über 1500 Meter im Vorlauf aus. Auf der 5000-Meter-Distanz wurde sie in Nürnberg Deutsche Meisterin. Bei den Europameisterschaften in Berlin hatte sie sich kurzfristig auch für diese Strecke entschieden. Wegen Schmerzen an der Achillessehne konnte sie vorher kaum Tempotraining absolvieren, hatte im Lauf schwer zu kämpfen und beendete das Rennen vorzeitig.

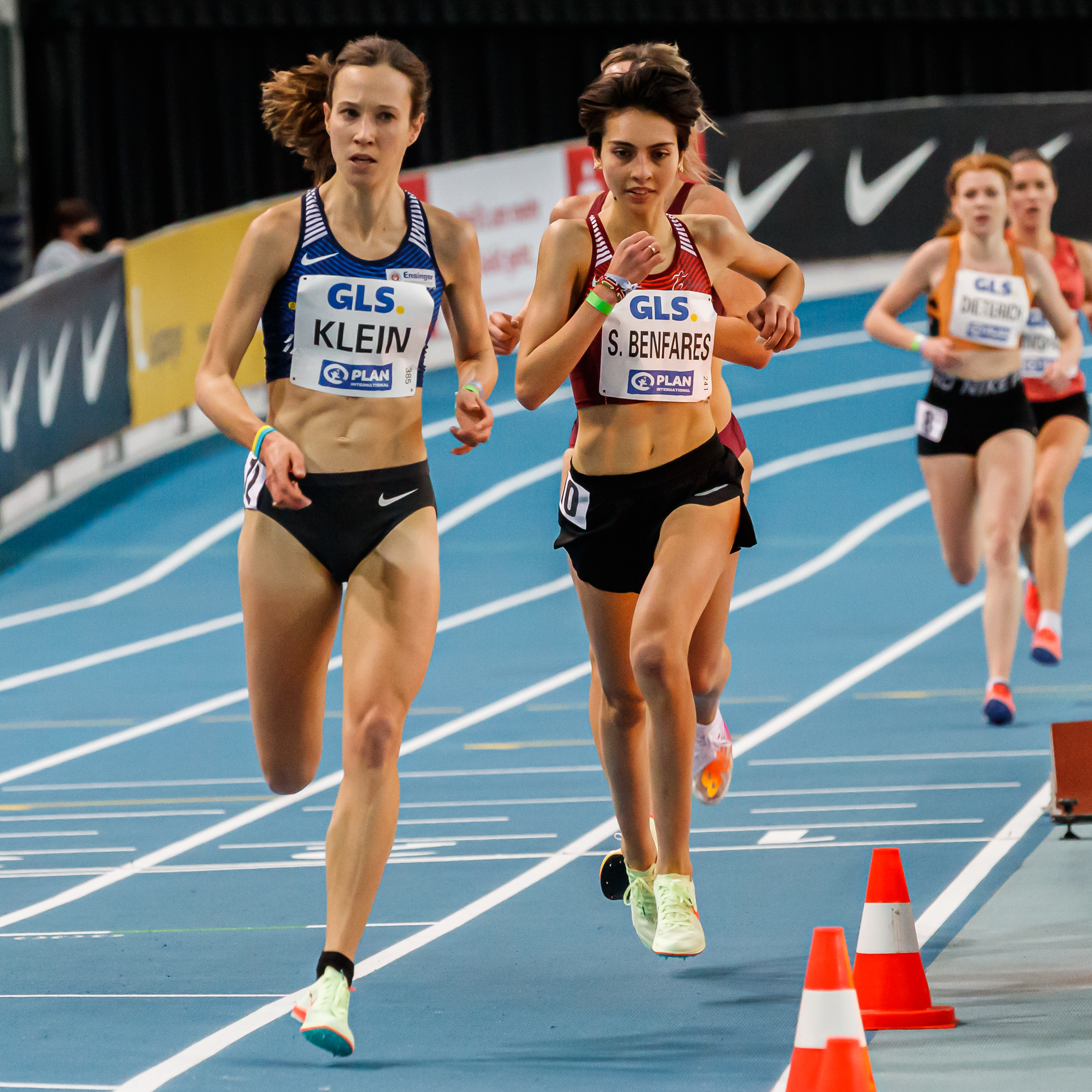
Hanna Klein 2022 vor ihrem dritten Deutschen Hallenmeisterschaftstitel über 3000 Meter

2019 wurde Klein Deutsche Hallenmeisterin über 1500 Meter. Einen Start bei den Weltmeisterschaften in Doha hatte sie in ihrer Saisonplanung zunächst aufgrund des späten Zeitpunkts und der hohen Temperaturen nicht vorgesehen und wollte sich über mehr Rennen mehr Wettkampfhärte erarbeiten. Bei der Team-Europameisterschaft in Bydgoszcz gewann sie mit dem Einzellauf über 5000 Meter ihre erste internationale Goldmedaille im Seniorenbereich und leistete damit ihren Anteil zu Platz zwei der Mannschaft in der Superliga. Beim ISTAF Berlin erfüllte sie die WM-Norm über 5000 Meter mit einer persönlichen Bestleistung von 15:19,74 Minuten und nahm dann an den Weltmeisterschaften in Doha teil; mit 15:28,64 Minuten sowie Platz elf konnte sie sich jedoch nicht für das Finale qualifizieren.
2020 gewann Klein Doppelgold bei den Deutschen Hallenmeisterschaften über 1500 und 3000 Meter; in der verspätet gestarteten Freiluftsaison wurde sie zum zweiten Mal Deutsche Meisterin über 1500 Meter.
2021 wurde Klein in der Hallensaison Deutsche Hallenmeisterin über 3000 Meter und holte Bronze über 1500 Meter bei den Halleneuropameisterschaften in Torún.
2022 vollendete Klein in Leipzig mit 8:51,18 Minuten eine 2020 dort begonnene und seitdem stetig verbesserte Serie von drei Hallenmeistertiteln über 3000 Meter. Drei Wochen später landete sie bei den Hallenweltmeisterschaften in Belgrad über 3000 Meter mit 8:48,73 Minuten als beste Europäerin auf dem elften Platz. Am 21. Mai lief sie beim Birmingham Grand Prix die 5000 Meter in 14:51,71 Minuten – ihre bis dato gehaltene persönliche Bestzeit über diese Strecke. Bei den Europameisterschaften in München erreichte sie über die 1500 Meter das Finale und belegte mit 4:05,49 Minuten den fünften Platz.
Für den DLV gingen die Crosslauf-Europameisterschaften 2022 Mitte Dezember mit einem historischen Erfolg zu Ende: Das Frauen-Team war mit einer überlegenen Gesamtpunktzahl sowie dem stärksten deutschen Mannschafts-Resultat der 28-jährigen Geschichte der Crosslauf-Europameisterschaften zum ersten Mal siegreich; gleich vier DLV-Athletinnen konnten sich in den „Top Sechs“ der Teamwertung platzieren, darunter Klein mit dem vierten Platz der Einzelwertung nach einer Zielfoto-Entscheidung um die Bronzemedaille.

### Die Hallensaison 2023 – Bestzeiten und internationale Erfolge

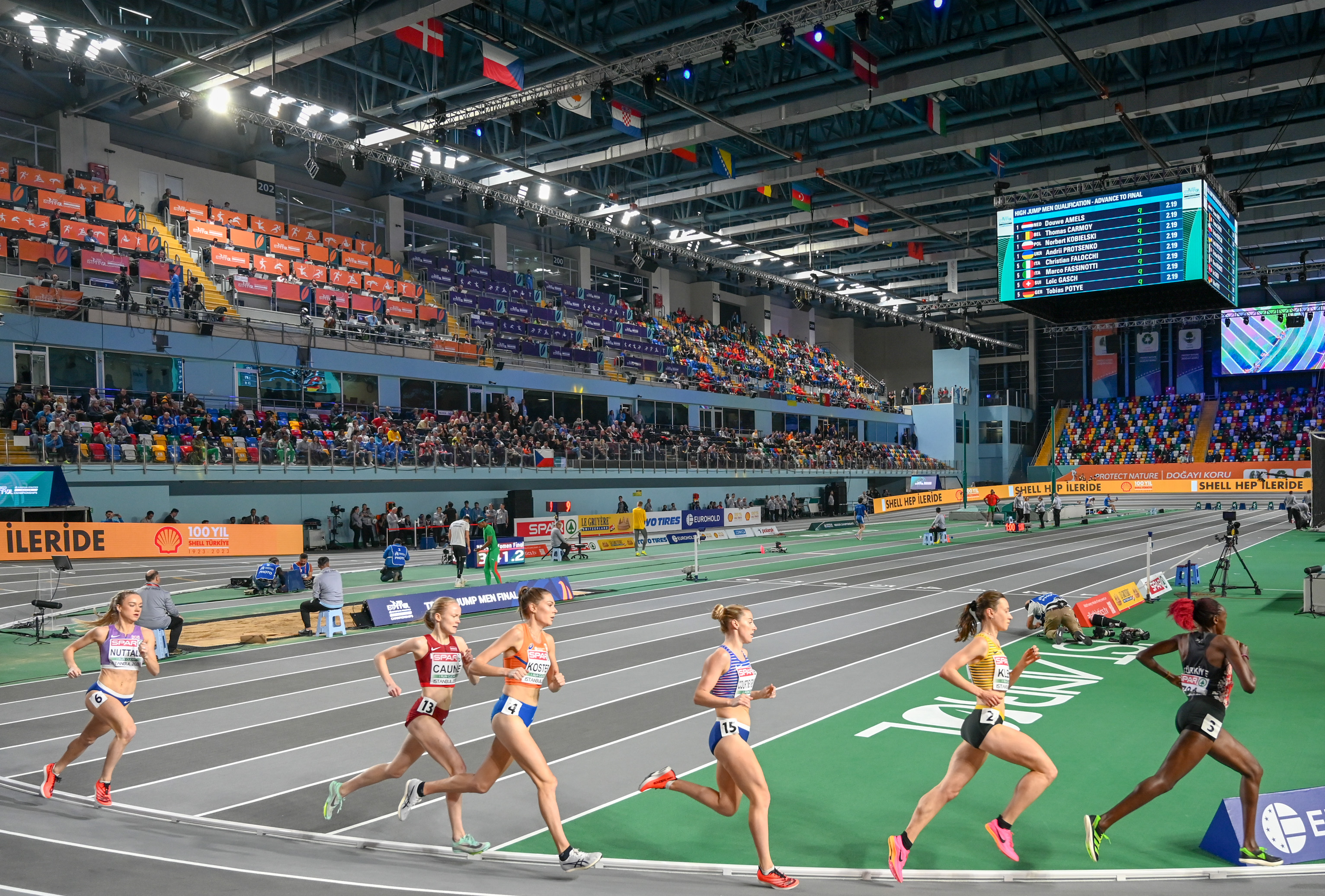
Halleneuropameisterschaften 2023 Istanbul, 3000 Meter der Frauen – Impression aus der Ataköy Athletics Arena: Hanna Klein (2. v. r.) auf Position 3 nach 3:40,9 min

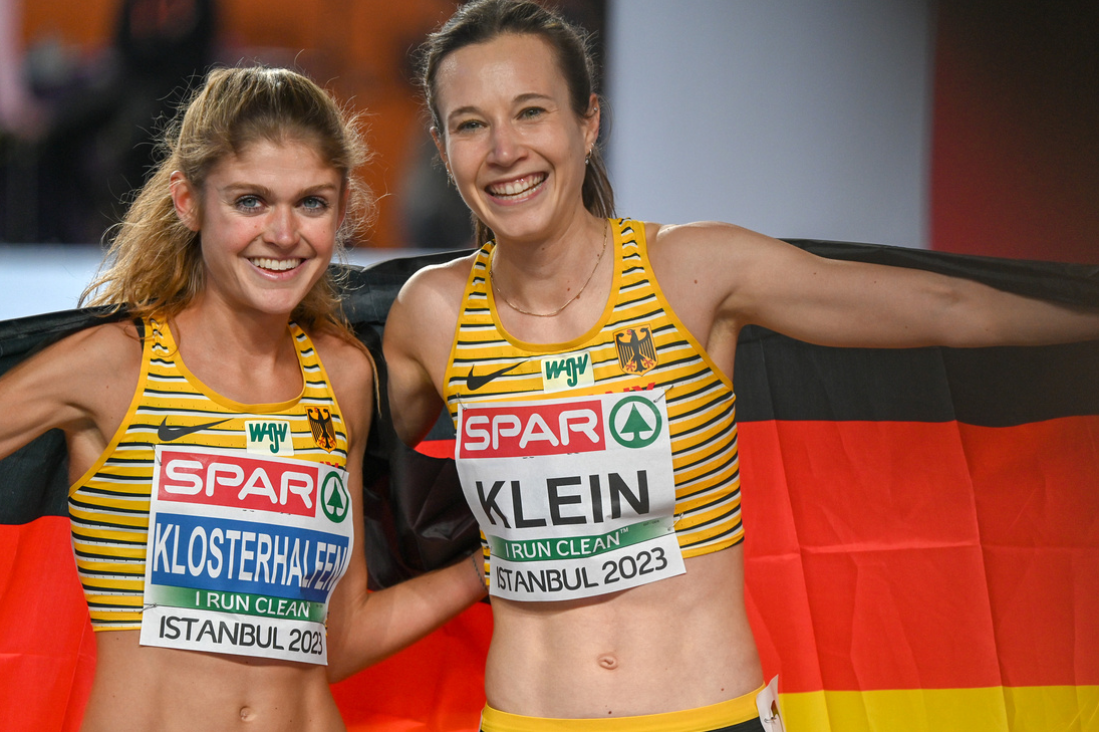
Hanna Klein und Konstanze Klosterhalfen – Gold und Silber bei den Halleneuropameisterschaften 2023 in Istanbul

Innerhalb der Hallensaison Anfang Februar 2023 erzielte Klein in Frankreich beim Athletics Meeting de l'Eure eine beachtliche Verbesserung ihrer persönlichen 3000-Meter-Hallenbestzeit um mehr als acht Sekunden auf 8:36,42 Minuten; mit dem Ergebnis aus Val-de-Reuil reihte sie sich erstmals hinter Konstanze Klosterhalfen auf Platz zwei in der „Ewigen“ Hallen-Bestenliste der deutschen Leichtathletik ein.
Eine Bestätigung ihrer außergewöhnlich guten Form ergab sich elf Tage später bei einem weiteren Wettkampf auf französischem Boden – 4:06,23 Minuten, erzielt in Liévin beim Meeting Hauts-de-France Pas-de-Calais, bedeuteten eine Verbesserung ihrer 1500-Meter-Hallenbestleistung um fast vier Sekunden gegenüber dem Vorjahresergebnis aus Dortmund (4:10,05 min).
Kaum zurück in Dortmund trat sie nach einer „Wettkampfpause“ von knappen drei Tagen bei den Deutschen Hallenmeisterschaften gegen „Dauerkonkurrentin“ Klosterhalfen an. Im Finale des 3000-Meter-Laufs setzten sich beide Läuferinnen vom Hauptfeld ab, und Klein versuchte bis zum Ziel direkten Anschluss zu halten – in 8:36,83 Minuten holte sie sich schließlich zwei Sekunden hinter Klosterhalfen (8:34,89 min) die Silbermedaille; Lea Meyer, mit 14 Sekunden Abstand auf Klein bereits abgeschlagen, landete auf dem Bronze-Rang (8:50,83 min).
Ihr nächstes gemeinsames Rennen nach den Meisterschaften in Dortmund bestritten Klein und Klosterhalfen im Finale des 3000-Meter-Laufs bei den Halleneuropameisterschaften in Istanbul. In einer Dreiergruppe lösten sich die beiden DLV-Läuferinnen nach etwas mehr als vier Minuten vom übrigen Feld, zusammen mit der Britin Melissa Courtney-Bryant, die bis etwa drei Runden vor dem Ziel den beiden Deutschen folgen konnte. Klein profitierte von ihrer anhaltenden Bestform sowie der gegenüber früheren Begegnungen vergleichsweise weniger forciert laufenden Klosterhalfen (O-Ton des Videokommentators: „Klosterhalfen's … first sluggish kilometer“), um permanent und unmittelbar den Anschluss an die Spitzenposition zu halten. Auf der Gegengerade, 13 Sekunden nach dem Einläuten der letzten Runde, übernahm sie ab 8:16 Minuten vehement die Führung und beendete den Goldkurs mit einer weiter verbesserten persönlichen Bestzeit von 8:35,87 Minuten respektive dem Gewinn ihres ersten internationalen Hallen-Einzeltitels in der Seniorenklasse. Favoritin Klosterhalfen, als Nummer eins mit europäischer Jahresbestzeit (8:34,89 min, blaue Startnummer) gemeldet, benötigte 8:36,50 Minuten für Silber, Courtney-Bryant weitere fünf Sekunden für Bronze (8:41,19 min). Nach ihrer „Niederlage“ 13 Tage zuvor bei den Deutschen Hallenmeisterschaften konnte Klein nach zehn direkten Aufeinandertreffen zum ersten Mal seit 2015 ihre Hauptkonkurrentin hinter sich lassen und den Abstand zu Platz eins in der Ewigen Hallen-Bestenliste auf 3,40 Sekunden verkürzen.
Klein ist nach dem Sieg in Istanbul die dritte deutsche Gewinnerin der Halleneuropameisterschaften in der Disziplin über 3000 Meter nach Brigitte Kraus (1984) und Ines Bibernell (1986). Darüber hinaus gab es in den 3000-Meter-EM-Finals der Frauen, die seit 1982 zum Hallen-EM-Programm gehören, zum ersten Mal zwei Medaillen beziehungsweise einen historischen Doppelerfolg mit Gold und Silber unter gleicher Flagge.

### 2023
Erste Formtests außerhalb der Halle absolvierte Klein Ende April 2023 mit der Teilnahme an den Deutschen Meisterschaften der Langstaffeln in Bietigheim-Bissingen und konnte dabei in 6:30,66 Minuten mit der 3-mal-800-Meter-Staffel der LAV Stadtwerke Tübingen ihren ersten deutschen Meistertitel der Saison gewinnen. Tags darauf beschloss Klein „ein volles Laufwochenende“ beim Lauf der Asse über die 10-Kilometer-Straßen-Distanz in Würzburg mit dem ersten Platz; sie benötigte 31:49 Minuten für einen Vorsprung von über einer Minute, verfehlte jedoch ihre zwei Jahre alte persönliche Bestzeit um neun Sekunden. Im Gegensatz zu den Medaillenplätzen Anfang Mai gingen diesbezügliche Erwartungen gut drei Wochen später nicht in Erfüllung – ihre Zeit von 4:09,29 Minuten über die 1500 Meter auf Rang sieben beim Internationalen Pfingstsportfest Rehlingen war zweifellos ein Misserfolg. Am Letzten des Monats, bereits drei Tage nach dem Fehlschlag in Rehlingen, verbuchte sie die gleiche Strecke beim international besetzten Meeting de Montreuil in Frankreich mit einer Saisonbestleistung von 4:05,41 Minuten.
Mit dem Ausgang des 5000-Meter-Rennens beim Meeting de Paris am 9. Juni in Paris, Frankreich – neuer Weltrekord: 14:05,20 Minuten –, hatte Klein nichts zu tun. Von 18 gestarteten Läuferinnen kamen 13 ins Ziel sowie außer Laura Muir (GBR) alle aus Kenia, Äthiopien und den Vereinigten Staaten; die verbliebenen zwei europäischen Läuferinnen stiegen vorzeitig aus, darunter Klein, die ihren Einsatz nach 5:53,9 Minuten beendete. Mit einer kurzfristig erteilten Startgenehmigung für den nächsten Tag in derselben Gegend und auf der gleichen Strecke ergab sich die Chance, den Frankreichaufenthalt nicht gänzlich glücklos zu beschließen – die Leichtathletikveranstaltung FAST5000 in Montesson (südwestlich von Paris) präsentierte sich indessen erneut mit einem von afrikanischen Läuferinnen dominierten Feld; dessen ungeachtet konnte Klein mit Platz sechs als bester europäischer Läuferin sowie der zweitbesten 5000-Meter-Zeit ihrer Karriere das Rennen mit einem Achtungserfolg beenden. Gleichwohl fiel die neue Saisonbestleistung mit 15:00,89 Minuten bedeutende 9,18 Sekunden langsamer aus als in der Saison 2022 (14:51,71 min PB) und verfehlte die Weltmeisterschaftsnorm (14:57,00 min) um knapp vier Sekunden.
Das Ergebnis aus Montreuil qualifizierte Klein für die 1. Division (Liga) bei der Team-Europameisterschaft, mit 4:05,41 Minuten über die 1500-Meter-Strecke war sie darüber hinaus die klare Favoritin des gesamten Teilnehmerfelds. Mit einer Zeit von 4:12,14 Minuten belegte sie nach Abschluss des Wettbewerbs den dritten Platz innerhalb ihrer Gruppe und steuerte damit 14 von 16 möglichen Punkten für ihr Team bei. Die Medaillen wurden an die drei Athletinnen mit den besten Ergebnissen vergeben, unabhängig davon, in welcher Kategorie bzw. Division sie antraten; die folgende Zusammenstellung illustriert die drei Medaillenränge sowie die jeweils ersten drei Plätze aus den beiden unterlegenen Divisionen:
| 2. Division | Claudia Bobocea (ROU) 4:08,68 min             | Vera Hoffmann (LUX) 4:08,78 min            | Gabija Galvydytė (LTU) 4:09,49 min         |
| 1. Division | Esther Guerrero (ESP) 4:11,77 min, 1. Platz   | Martyna Galant (POL) 4:11,78 min, 2. Platz | Hanna Klein (GER) 4:12,14 min, 3. Platz    |
| 3. Division | Sophie O’Sullivan (IRL) 4:27,96 min, 1. Platz | Gina McNamara (MLT) 4:28,28 min, 2. Platz  | Sivan Auerbach (ISR) 4:29,11 min, 3. Platz |

Ansonsten lag das Ergebnis von über 4:12 Minuten unter jedweder Erwartung; sowohl mit Kleins medaillenloser Platzierung als auch mit Rang drei der Gesamtwertung (Bronze) blieben die erfolgreichen Gold- und Silberplätze aus den Jahren 2017 und 2019 somit als Leistungsziel unerreicht.

## Vereinszugehörigkeiten und Trainer
In der Saison 2019 trennte sich Klein von ihrem bisherigen Trainer und wechselte Ende November 2019 zur LAV Stadtwerke Tübingen. Dort wird sie seitdem von Isabelle Baumann trainiert. Davor ging sie ab 2015 für die SG Schorndorf an den Start. Ihr erster Verein war bis 2012 der LCO Edenkoben. 2013 und 2014 startete sie für die LG Limes-Rems sowie den SV Plüderhausen.

## Nationale und internationale Bestleistungen
Letzte Änderung: 3. März 2023

### Freiluftsaison
- 800 m: 2:01,60 min > aus gemischtem Wettbewerb Männer, 8. August 2015, Waiblingen[80]
- 800 m: 2:01,70 min, 3. September 2022, Gillingham[81]
- 1000 m: 2:41,55 min, 18. Mai 2014, Pliezhausen[82]
- 1500 m: 4:02,58 min, 12. Juni 2021, Nizza[83]
- 1 Meile: 4:23,52 min, 11. September 2022, Zagreb[84]
- 3000 m: 8:45,00 min, 3. Mai 2019, Doha
- 5000 m: 14:51,71 min, 21. Mai 2022, Birmingham[39][85]
- 10-km-Straßenlauf: 31:40 min, 31. Oktober 2021, Uelzen

### Hallensaison
- 800 m: 2:05,44 min, 9. Februar 2020, Dortmund[86]
- 1500 m: 4:06,23 min, 15. Februar 2023, Liévin[53]
- 3000 m: 8:35,87 min, 3. März 2023, Istanbul

## Medaillen und Platzierungen
Letzte Änderung: 25. Juni 2023

### National
- 2010:  Deutsche U20-Hallenmeisterin (800 m)
- 2010:  Deutsche U18-Meisterin (800 m)
- 2010: 4. Platz Deutsche U18-Meisterschaften (3 × 800 m)
- 2011:  Deutsche Hallenvizemeisterin (800 m)
- 2011:  Deutsche U18-Vizemeisterin (800 m)
- 2012: 6. Platz Deutsche U20-Hallenmeisterschaften (1500 m)
- 2012: 5. Platz Deutsche Hallenmeisterschaften (800 m)
- 2012:  Deutsche U20-Meisterin (800 m)
- 2012: 5. Platz Deutsche U20-Meisterschaften (400 m)
- 2013: 8. Platz Deutsche Hallenmeisterschaften (800 m)
- 2013:  Bronzemedaille Deutsche U23-Meisterschaften (800 m)
- 2013: 4. Platz Deutsche Meisterschaften (800 m)
- 2014: 4. Platz Deutsche Hallenmeisterschaften (1500 m)
- 2014:  Deutsche U23-Meisterin (1500 m)
- 2014: 5. Platz Deutsche Meisterschaften (1500 m)
- 2015: 5. Platz Deutsche Hallenmeisterschaften (1500 m)
- 2015:  Bronzemedaille Deutsche Meisterschaften (1500 m)
- 2016: 4. Platz Deutsche Hallenmeisterschaften (1500 m)
- 2016: 7. Platz Deutsche Meisterschaften (1500 m)
- 2017:  Bronzemedaille Deutsche Hallenmeisterschaften (3000 m)
- 2017:  Deutsche Vizemeisterin (5000 m)
- 2018:  Deutsche Hallenvizemeisterin (1500 m)
- 2018:  Deutsche Hallenvizemeisterin (3 × 800 m)
- 2018:  Deutsche Meisterin (5000 m)
- 2019:  Deutsche Hallenmeisterin (1500 m)
- 2019: 4. Platz Deutsche Meisterschaften (1500 m)
- 2020:  Deutsche Hallenmeisterin (1500 m)
- 2020:  Deutsche Hallenmeisterin (3000 m)
- 2020:  Deutsche Meisterin (1500 m)
- 2021:  Deutsche Hallenmeisterin (3000 m)
- 2022:  Deutsche Hallenmeisterin (3000 m)
- 2023:  Deutsche Hallenvizemeisterin (3000 m)

### International
- 2010: 7. Platz Olympische Jugendspiele (1000 m)[16]
- 2011: 8. Platz U20-Europameisterschaften (800 m)
- 2015: 8. Platz U23-Europameisterschaften (1500 m)
- 2017: 9. Platz Halleneuropameisterschaften (3000 m)
- 2017:  Team-Europameisterin
- 2017:  Team-Vizeeuropameisterin (3000 m)[27]
- 2017: 11. Platz Weltmeisterschaften (1500 m)
- 2017:  Goldmedaille Sommer-Universiade (5000 m)[87][30][29]
- 2018: Teilnahme Hallenweltmeisterschaften (1500 m)
- 2018: Teilnahme Europameisterschaften (5000 m)
- 2019:  Team-Vizeeuropameisterin
- 2019:  Team-Europameisterin (5000 m)[33]
- 2019: Teilnahme Weltmeisterschaften (5000 m)
- 2021:  Bronzemedaille Halleneuropameisterschaften (1500 m)
- 2022: 11. Platz Hallenweltmeisterschaften (3000 m)
- 2022: Teilnahme Weltmeisterschaften (1500 m)
- 2022: 5. Platz Europameisterschaften (1500 m)
- 2022:  Team-Europameisterin sowie 4. Platz (Crosslauf)[45]
- 2023:  Halleneuropameisterin (3000 m)
- 2023:  Bronzemedaille Team-Europameisterschaft[75] sowie 3. Platz (1500 m – 1. Division)[74]

## Ehrungen
- 2011 und 2013 beim Ball des Sports in Landau zur Sportlerin des Jahres gekürt.[11]
- 2012 im Rahmen der Sportlerehrung der Verbandsgemeinde Edenkoben Auszeichnung für sportliche Leistungen.
- 2018 vom Allgemeinen Deutschen Hochschulsportverband als „Hochschulsportlerin des Jahres“ ausgezeichnet.
- 2019 Ehrengast bei der Sportlerehrung der Stadt Edenkoben.
- Mit Bekanntgabe zum 3. April 2023 von Sporthilfe-Athleten zur „Sportlerin des Monats“ März gewählt.
- 4. April 2023 – Leichtathletik-Fans stimmten (mit großer Mehrheit) zum „Ass des Monats“ März.

## Galerie

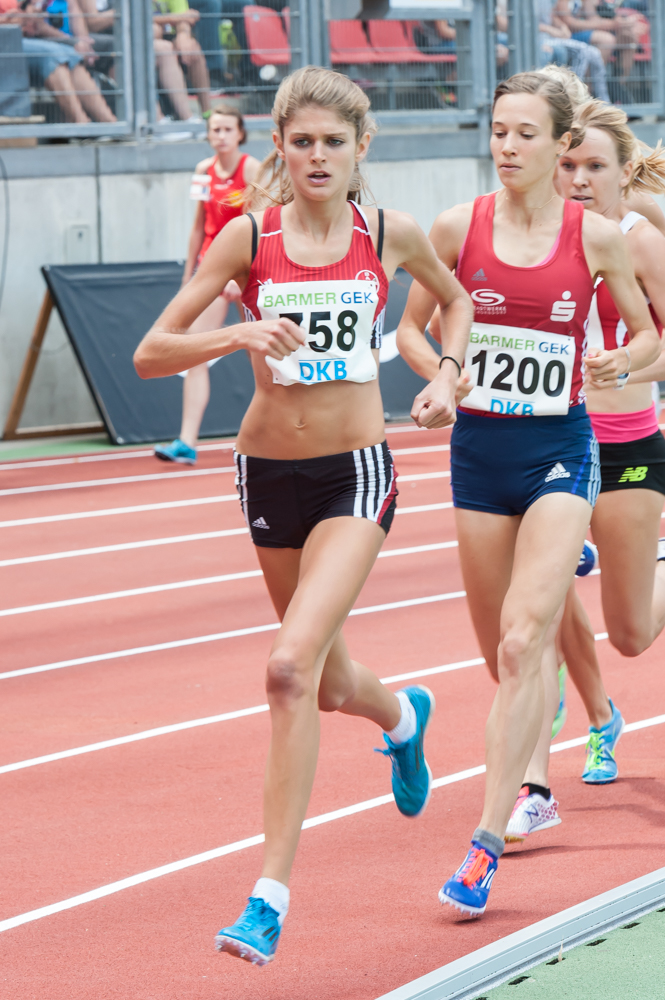
Deutsche Meisterschaften 2015, 1500-Meter-Finale, (Bronze) hinter der „ewigen“ Konkurrentin Konstanze Klosterhalfen (Vizemeisterin)
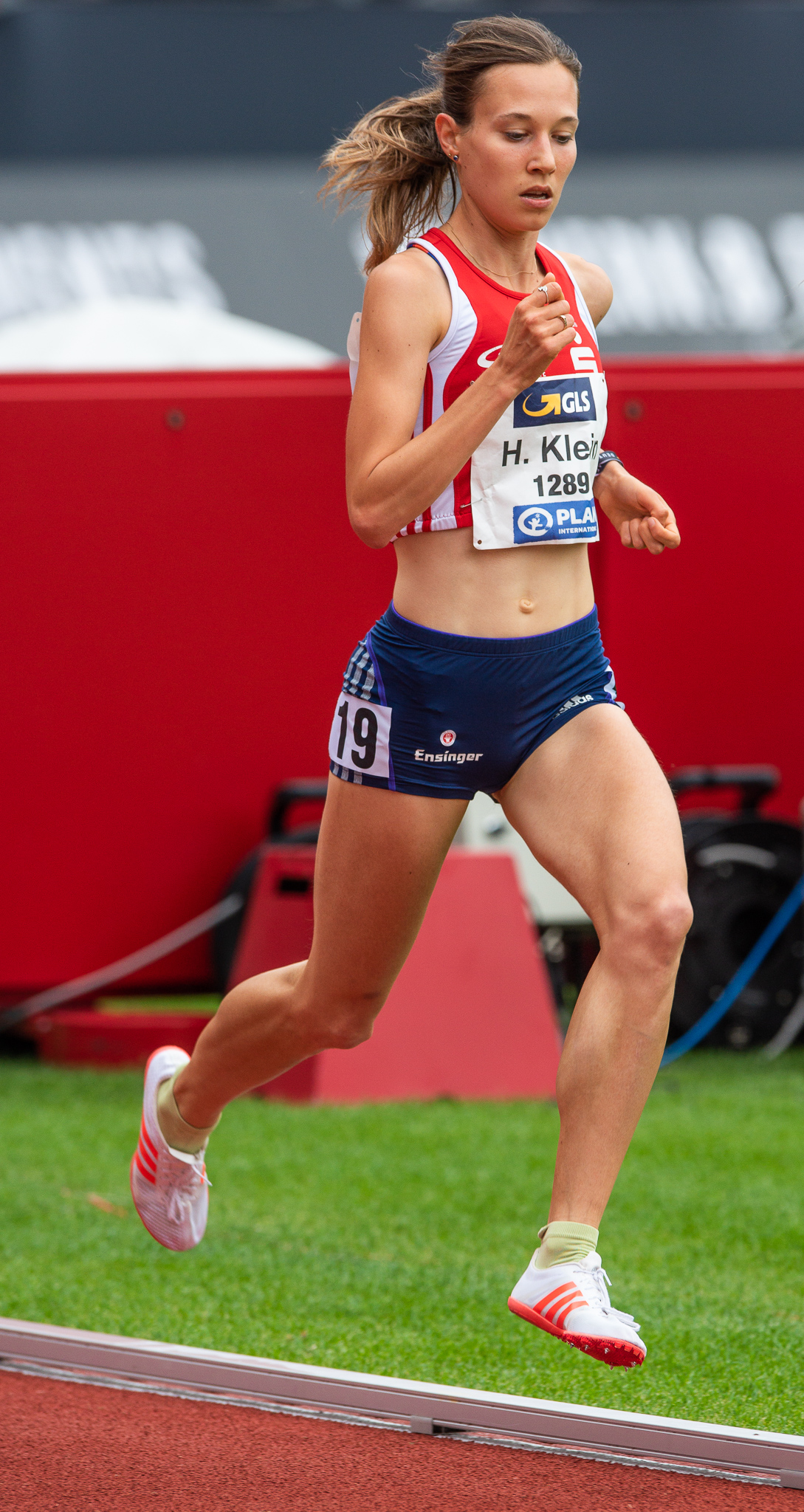
Europameisterschaften 2018, 5000-Meter-Finale: „DNF“
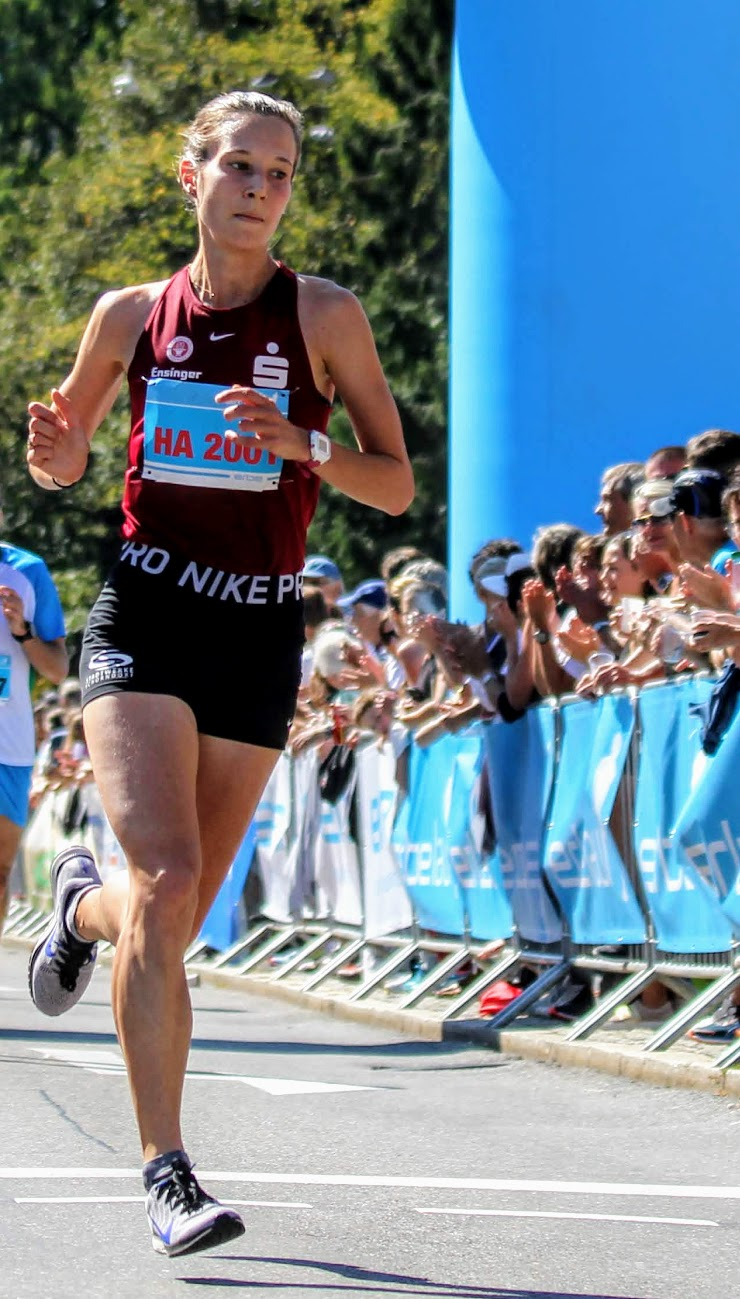
Tübinger Erbe-Lauf 2019 zu Gold über die 10-km-Distanz
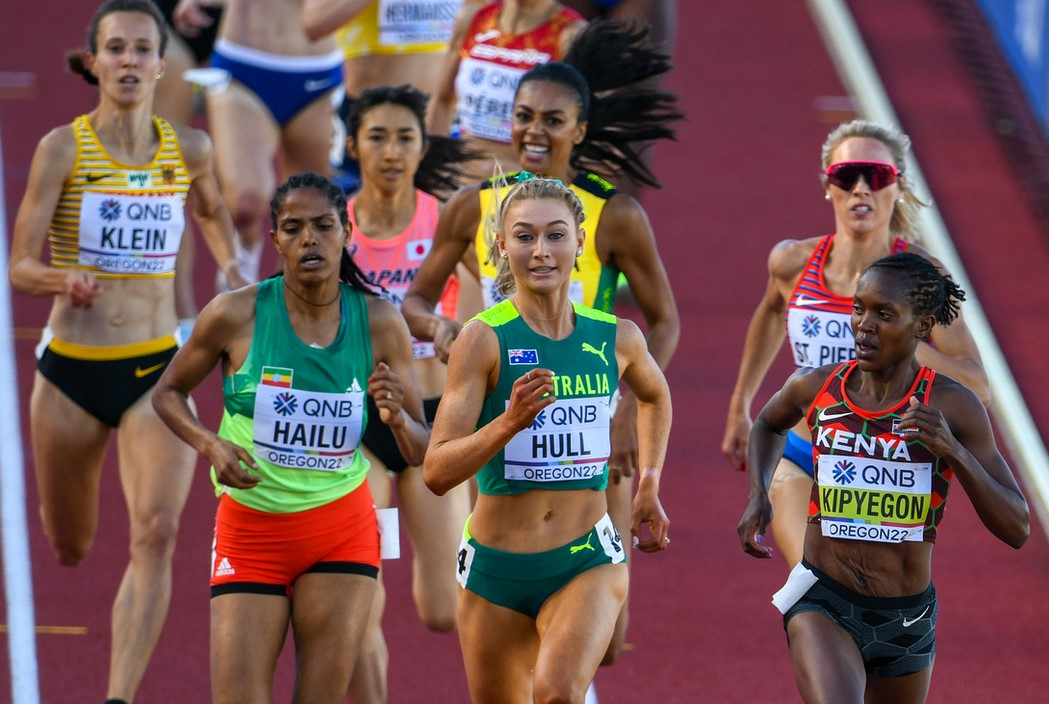
Weltmeisterschaften 2022 in Oregon, 1500-Meter-Halbfinallauf 1, 8. Platz
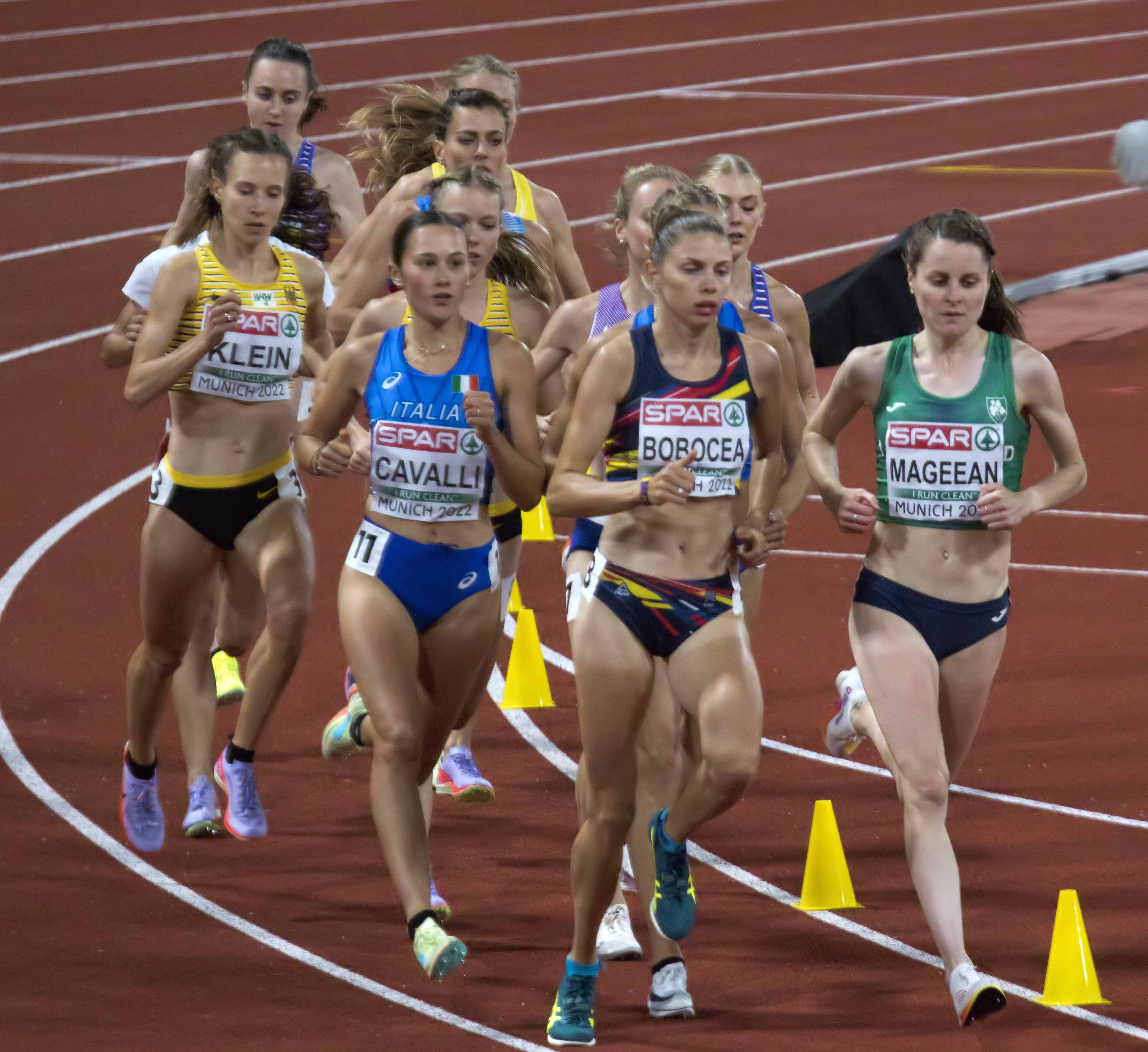
Europameisterschaften 2022 in München, 1500-Meter-Finale, in der Gruppe der ersten elf
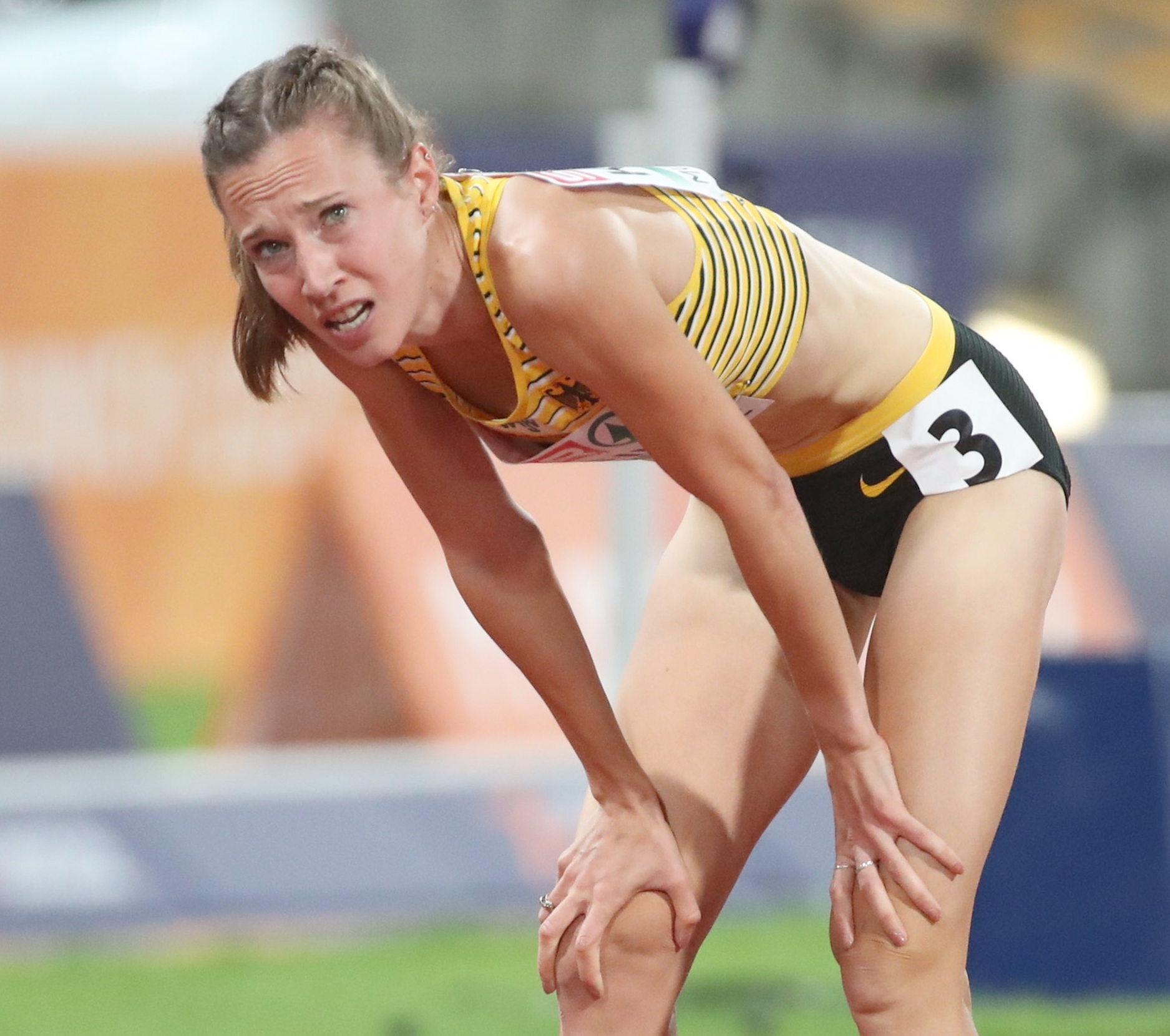
Europameisterschaften 2022 in München, 1500-Meter-Finale, 5. Platz
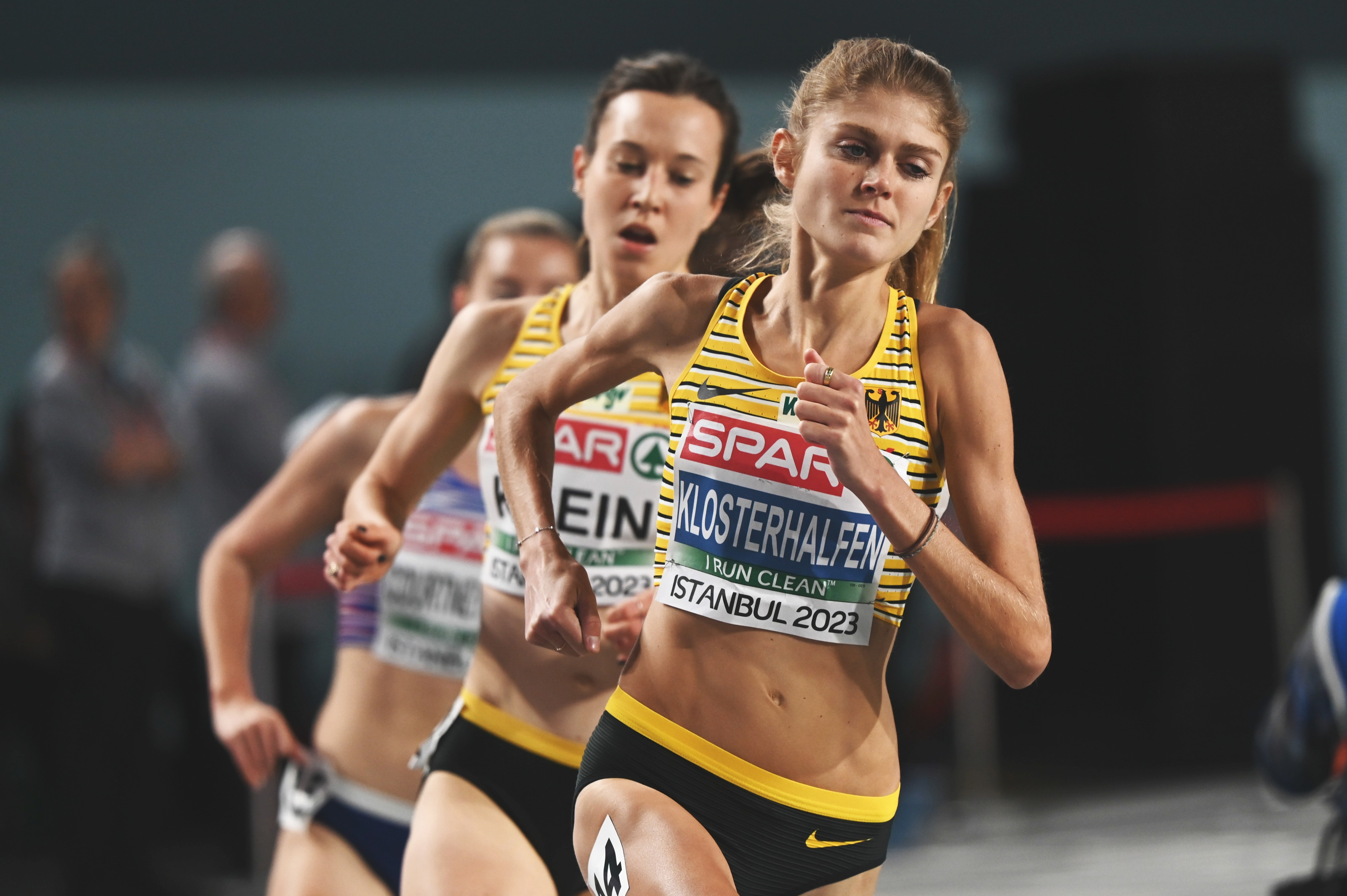
Noch auf Pos. 2 hinter Konstanze Klosterhalfen… Finale des 3000-Meter-Laufs bei den Halleneuropameisterschaften 2023 in Istanbul